# Synchlora mimicata
Synchlora mimicata är en fjärilsart som beskrevs av Walker 1866. Synchlora mimicata ingår i släktet Synchlora och familjen mätare. Inga underarter finns listade i Catalogue of Life.